# Miroslav Beránek
Miroslav Beránek, né le 24 avril 1957 à Benešov en Tchécoslovaquie, est un footballeur tchèque, devenu entraîneur à l'issue de sa carrière, qui évoluait au poste de défenseur.

## Biographie

### Carrière d'entraîneur
Miroslav Beránek dirige l'équipe du Kazakhstan de février 2011 à octobre 2013, sur un total de 24 matchs. Son bilan à la tête de l'équipe nationale est de 5 victoires, 6 matchs nuls et 13 défaites.

## Palmarès
- Avec le Chmel Blšany
  - Champion de Tchéquie de D2 en 1998

- Avec le Slavia Prague
  - Vainqueur de la Coupe de Tchéquie en 2002

- Avec la Tchéquie espoirs
  - Vainqueur de l'Euro espoirs en 2002

- Avec le Debrecen VSC
  - Champion de Hongrie en 2007

- Avec le FK Astana
  - Vainqueur de la Coupe du Kazakhstan en 2012